# Verdeelpipet
Een verdeelpipet is een pipet met schaalverdeling om een nauwkeurig af te meten hoeveelheid vloeistof op te zuigen en over te brengen.
Er zijn verdeelpipetten in verschillende hoeveelheden. Door de schaalverdeling kunnen er verschillende volumes mee gepipetteerd worden. Een verdeelpipet is geijkt, maar is wat minder nauwkeurig dan een volumepipet.